# Sigrid Munro
Sigrid Munro (* 28. Mai 1926 in Gleiwitz) ist eine deutsche Schriftstellerin.

## Leben
Sigrid Munro ist Verfasserin von Erzählungen für Kinder und Jugendliche. Daneben übersetzt sie sowohl aus dem Englischen ins Deutsche als auch aus dem Deutschen ins Englische. Sie lebt in der schottischen Gemeinde Alness.

## Werke
- Der kleine gelbe Wagen. Hannover 1961
- Schottische Freundschaft. Gundert Verlag, Hannover 1962
- Die drei Wünsche von Cornwall. Hannover 1963
- Loch Ness. Hannover 1968
- Plitsch und Platsch. Hannover 1973 (zusammen mit Jochen Bartsch)

### Übersetzungen ins Deutsche
- George Selden: Die Abenteuer der Grille Chester, Hannover 1970
- George Selden: Neue Abenteuer der Grille Chester, Hannover 1972

### Übersetzungen ins Englische
- Conrad Guenther: Nature and revelation, Ilfracombe 1960